# والتر لوئیس (ورزشکار)
والتر لوئیس (انگلیسی: Walter Lewis; ۱۷ ژوئیهٔ ۱۸۸۵ – ۲۹ مهٔ ۱۹۵۶) قایقران روئینگ اهل کانادا بود.